# Obecná umělá inteligence
Obecná umělá inteligence (anglicky artificial general intelligence – zkráceně AGI) je typ umělé inteligence (AI), která má za cíl replikovat kognitivní schopnosti člověka. Na rozdíl od úzce zaměřené AI, která je navržena pro konkrétní úkoly, má obecná AI schopnost chápat, učit se a aplikovat znalosti v širokém spektru úkolů na úrovni srovnatelné s lidskou inteligencí. Obecná AI se dokáže přizpůsobit novým situacím, řešit neznámé problémy a vykonávat různé intelektuální úkoly. Po obecné umělé inteligenci může následovat tzv. umělá superinteligence (ASI).
AGI by měla umět zvládat různorodé úkoly napříč spektrem: umět hrát hry, psát příběhy, řešit matematické úlohy, rozpoznávat obličeje, chápat emoce a učit se novým věcem. AGI se liší od umělé inteligence (AI), která umí velmi dobře pouze jednu konkrétní věc, jako je hraní šachů nebo překládání jazyků. Jedná se tak o tzv. silnější AI, která poznává svět kolem sebe a učí se sama. O vybudování AGI se snaží například OpenAI či DeepMind od Google. Generální ředitel společnosti NVIDIA Jensen Huang v březnu 2024 uvedl, že obecná umělá inteligence může začít existovat již do pěti let.